# Timor Wschodni (prowincja)
Timor Wschodni (indonez. Timor Timur) – istniejąca w latach 1976–1999, indonezyjska prowincja zajmująca obszar dzisiejszego, niepodległego Timoru Wschodniego.

## Historia
Po upadku autorytarnego reżimu w Portugalii nastąpił proces demokratyzacji systemu politycznego, a wszystkim portugalskim koloniom postanowiono dać prawo do samostanowienia. Fakt ten rozpoczął proces powstawania timorskich ugrupowań politycznych. W 1974 roku powstała Timorska Unia Demokratyczna (UDT), zrzeszająca lokalne elity oraz potomków Portugalczyków. UDT dążyła do zachowania związków z portugalską metropolią oraz stopniowym poszerzaniem autonomii regionu. Drugim wpływowym stronnictwem politycznym był Socjaldemokratyczny Związek Timoru (ASDT), opowiadający się za natychmiastową niepodległością, zrzeszający timorską młodzież oraz osoby odwołujące się do idei socjalistycznych. ASDT w 1974 roku przekształcił się w Rewolucyjny Front na rzecz Niepodległości Timoru Wschodniego (FRETILIN).
Na początku 1975 roku rozpoczęto przygotowania do pierwszych wyborów. W sierpniu tego samego roku UDT przeprowadziła zamach stanu. Motywy dla takiego ruchu nie są do końca znane, z jednej strony następowało stopniowe osłabienie pozycji UDT, z drugiej zaś ugrupowanie znalazło się pod wpływem indonezyjskiego reżimu gen. Suharto, prowadzącego w tym czasie antykomunistyczną krucjatę, który próbował przekonać polityków UDT o „zagrożeniu” jakim jest lewicujący FRETILIN. W odpowiedzi, FRETILIN rozpoczął działania zbrojne i w szybkim czasie przejął kontrolę nad byłą portugalską kolonią. Dnia 28 listopada 1975 roku, FRETILIN proklamował niepodległość Demokratycznej Republiki Timoru.
7 grudnia armia indonezyjska rozpoczęła operację Komodo, przeprowadzając inwazję wojskową na Timor Wschodni. Inwazja została uznana przez część państw zachodnich (między innymi przez Stany Zjednoczone i Australię), przy jednoczesnym sprzeciwie ONZ. Pomimo iż indonezyjskie siły zbrojne nie były dobrze przygotowane do przeprowadzenia takiej interwencji, w ciągu pół roku armia zdołała zająć większość terytorium Timoru Wschodniego. Dnia 14 czerwca 1976 roku, Timor Wschodni oficjalnie stał się 27 prowincją Republiki Indonezji.
Upadek reżimu gen. Suharto rozpoczął proces przemian demokratycznych w Indonezji oraz reorientacji polityki względem zamieszkujących ten kraj mniejszości. Dnia 5 maja 1999 roku podpisano porozumienie indonezyjsko-portugalskie, na mocy którego 30 sierpnia 1999 odbyło się referendum niepodległościowe. 25 października terytorium Timoru Wschodniego znalazło się pod administracyjnym zarządem ONZ, co de facto oznaczało koniec istnienia prowincji.

## Gubernatorzy prowincji
- Arnaldo dos Reis Araújo (1976–1978)
- Guilherme Maria Gonçalves (1978–1982)
- Mário Viegas Carrascalão (1982–1992)
- José Abílio Osório Soares (1992–1999)